# Richard Baker (politiker)
Richard Hugh Baker, född 22 maj 1948 i New Orleans, Louisiana, är en amerikansk politiker. Han representerade delstaten Louisianas sjätte distrikt i USA:s representanthus 1987-2008.

## Delstatspolitiker
Baker är son till en metodistpräst i New Orleans, och läste gymnasiet vid University High School i samma stad. Han avlade sin kandidatexamen i statsvetenskap 1971 vid Louisiana State University i Baton Rouge. Därefter startade han en fastighetsmäklarfirma. Kort därefter, 1974, inledde han sin politiska karriär som demokratisk ledamot i underhuset i Louisianas lagstiftande församling.
Baker var under hela sin tid i delstatsförsamlingen aktiv i transportkommittén (Transportation, Highways, and Public Works Committee). Åren 1976–1980 var han kommitténs vice ordförande, och 1980–1986 dess ordförande. Periodvis satt han även i justitiekommittén, kommittén för kommun- och kulturfrågor samt en kommitté för formellt antagande av lag (Committee on Enrollment)
Han omvaldes för ytterligare tre mandatperioder, men avgick innan den fjärde mandatperioden löpt ut, då han i november 1986 valdes in i USA:s kongress.

## Nationell politiker
Baker bytte 1985 parti till republikanerna, efter att han och flera andra politiker haft en långdragen tvist med guvernören Edwin Edwards. Han fick omedelbart stöd för att kandidera till kongressen, och i valet 1986 fick han 51 % av rösterna som republikanernas kandidat till USA:s representanthus.
Han omvaldes nio gånger, och kom i huvudsak att ägna sig åt finansmarknadsfrågor. Han avgick som kongressledamot 1 februari 2008 för att ägna sig åt lobbyverksamhet för finansiella institut och hedgefonder, ett område som han kommit att bli specialist på.